# Tiemannite
La tiemannite (simbolo IMA: Tmn) è un minerale del gruppo della sfalerite appartenente alla famiglia dei "solfuri e solfosali" con composizione chimica HgSe.
Da un punto di vista chimico è un seleniuro di mercurio.

## Etimologia e storia
La tiemannite prende il nome da Wilhelm Albrecht Tiemann (1774-1841), nonno di Johann Carl Wilhelm Ferdinand Tiemann, chimico di Berlino che trovò il minerale.
È stata descritta per la prima volta da Georg Amadeus Carl Friedrich Naumann (1797-1873), geologo e cristallografo tedesco, nel 1855.

## Classificazione
La classica nona edizione della sistematica dei minerali di Strunz, aggiornata dall'Associazione Mineralogica Internazionale (IMA) fino al 2009, elenca la tiemannite nella classe "2. Solfuri e solfosali" e nella sottoclasse "2.C Solfuri metallici, M:S = 1:1 (e similari)"; questa è più finemente suddivisa in base alla composizione del minerale, in modo tale che la tiemannite possa essere trovata nella sezione "2.CB Con Zn, Fe, Cu, Ag, ecc." dove la tiemannite forma il sistema nº 2.CB.05.a insieme a coloradoite, hawleyite, metacinabro, rudashevskyite, sfalerite e stilleite.
Tale classificazione resta invariata anche nell'edizione successiva, proseguita dal database "mindat.org" e chiamata Classificazione Strunz-mindat nella quale, oltre ai minerali sopra citati, fa la sua comparsa anche l'ishiharaite.
Nella Sistematica dei lapis (Lapis-Systematik) di Stefan Weiß la tiemannite si trova nella classe dei "solfuri e solfosali (solfuri, seleniuri, tellururi, arseniuri, antimoniuri, bismutidi)" e nella sottoclasse dei "solfuri con metallo: S,Se,Te ~ 1:1"; qui forma il "gruppo della sfalerite" con il numero di sistema nº II/C.01 insieme a browneite, coloradoite, hawleyite, ishiharaite, metacinabro, polhemusite, rudashevskyite, sfalerite e stilleite.
Si ha circa la stessa suddivisione anche nella classificazione dei minerali secondo Dana, usata soprattutto nel mondo anglosassone: la tiemannite si trova nella famiglia dei "solfuri e solfosali"; qui è nella classe dei "minerali solfuri" e nella sottoclasse dei "solfuri - compresi seleniuri e tellururi – con la composizione AmBnXp, con (m+n):p=1:1"; qui è nel "gruppo della sfalerite (isometrico: F43m)" dove forma il sistema nº 02.08.02 insieme a sfalerite, stilleite, metacinabro, coloradoite, hawleyite, rudashevskyite.

## Abito cristallino
La tiemannite cristallizza nel sistema cubico nel gruppo spaziale F43m (gruppo nº 216) con la costante di reticolo a = 6,085 Å, oltre ad avere 4 unità di formula per cella unitaria.

## Origine e giacitura
La tiemannite è stata trovata in vene idrotermali con altri seleniuri e calcite; la paragenesi è con gli altri minerali del gruppo della sfalerite.
La tiemannite è stata trovata in numerosi siti sparsi per il mondo. Qui si ricorda solo la sua località tipo, la miniera di "St. Lorenz" (51.79102°N 10.41018°E) presso Clausthal-Zellerfeld (nella Bassa Sassonia, in Germania).

## Forma in cui si presenta in natura
I cristalli di tiemannite sono tetraedrici e di dimensioni fino a 0,5 cm; {111} è tipicamente opaco, {111} è più luminoso; può essere striato parallelamente a [110]; il minerale è comunemente massiccio, compatto, granulare.
La tiemannite è opaca con lucentezza metallica; il colore va dal grigio acciaio al nero e anche nero è il colore del suo striscio.